# Ґумпрехт
Ґумпрехт (лат. Gumpartho), також Петер Ґумпрехт фон Шлібен (зі Слівіна; пол. Piotr Gumprecht),, Ґумперт , пол. Piotr Sumprech) — урядник у Галичині часу угорсько-польської окупації. На думку польського дослідника Єжи Сперки, походив із Сілезії. Уряди (посади): перемишльський воєвода, генеральний староста Русі (призначений, за одними даними, між 9 та 14 грудня 1372 року князем Владиславом Опольчиком, за іншими, мав посаду вже 14 лютого 1372, перебував принаймні до 6 грудня 1373; згаданий у 1372-73 роках). Згаданий як свідок у грамотах шляхтича Міхала Абданка з Бучача для місцевого парафіяльного (пізніше фарного) костелу (1373, 1379 роки).